# 붉은 군대의 조지아 침입
붉은 군대의 조지아 침입(1921년 2월 12일~3월 17일)은 러시아 소비에트 붉은 군대가 조지아 민주공화국(DRG)의 사회민주당(멘셰비키) 정부를 전복하고 국가에 볼셰비키 정권(조지아 공산당)을 수립하기 위한 침략이었다. 이 분쟁은 제1차 세계 대전의 격변기까지 옛 러시아 제국의 일부였던 영토를 가능한 한 많이 통제하려는 러시아의 팽창주의 정책과, 외부 개입 없이는 모국에서 권력을 장악할 만큼 충분한 지지를 얻지 못했던 대부분 러시아 기반의 조지아 볼셰비키의 혁명적 노력의 결과였다.
조지아의 독립은 1920년 5월 7일 체결된 모스크바 조약 (1920년)에서 러시아에 의해 인정되었으며, 이후 국가 침공은 모스크바에서 만장일치로 합의된 것은 아니었다. 이 침공은 주로 조지아 태생의 영향력 있는 소비에트 관리인 이오시프 스탈린과 세르고 오르조니키제에 의해 계획되었으며, 이들은 1921년 2월 14일 블라디미르 레닌으로부터 국내의 "농민 및 노동자 반란"을 지원한다는 명목으로 조지아 진군 허가를 받았다. 러시아군은 격렬한 전투 끝에 조지아 수도 트빌리시 (당시 대부분의 비조지아어권 화자에게 티플리스로 알려짐)를 점령하고 1921년 2월 25일 그루지야 소비에트 사회주의 공화국을 선포했다. 나머지 국토는 3주 이내에 점령되었지만, 소비에트 통치가 확고히 수립된 것은 1924년 9월이 되어서였다. 튀르키예에 의한 남서부 조지아의 거의 동시적인 점령(1921년 2월-3월)은 모스크바와 앙카라 사이의 위기로 발전할 수 있었고, 이는 카르스 조약에서 소비에트가 튀르키예 민족 정부에 상당한 영토를 양보하는 결과를 낳았다.

## 배경
1917년 러시아에서 시작된 러시아 2월 혁명 이후, 조지아는 사실상 독립을 얻었다. 1918년 4월, 조지아는 아르메니아 및 아제르바이잔과 함께 자캅카스 민주연방공화국을 형성했으나, 한 달 후 탈퇴하여 5월 26일에 조지아 민주공화국으로 독립을 선언했으며, 다음 날에는 아르메니아와 아제르바이잔도 독립을 선언했다. 조지아는 국경을 확립하기 위해 이웃 국가들과 소규모 분쟁을 벌였지만, 러시아 내전 기간 동안 독립과 사실상의 국제적 인정을 유지할 수 있었으며, 모스크바 조약 (1920년)에서는 소비에트 러시아에 의해서도 인정받았다.
상대적으로 넓은 대중적 지지와 일부 성공적인 개혁에도 불구하고, 조지아의 사회민주당 지도부는 안정적인 경제를 만들거나 침략에 대항할 수 있는 강력하고 훈련된 군대를 건설하는 데 실패했다. 비록 제국 러시아군에서 복무했던 다수의 고도로 숙련된 장교들이 있었음에도 불구하고, 군대 전체는 식량과 장비가 부족했다. 멘셰비키 당원들로 구성된 병행 군사 구조인 조지아 인민 위병은 더 나은 동기 부여와 훈련을 받았지만, 가볍게 무장하고 당 관료들이 지배하는 고도로 정치화된 조직이었기 때문에 전투 병력으로서의 유용성은 거의 없었다.

## 전쟁의 전주곡

1921년경 캅카스 전선 사령부의 붉은 군대 본부. 왼쪽부터 오른쪽으로: 세르게이 이바노비치 구세프, 세르고 오르조니키제, 미하일 투하쳬프스키, 발렌틴 트리포노프, 불확실. 네 명의 지명된 장교 중 두 명은 스탈린의 대숙청 중에 사망했다.

1920년대 초부터 현지 볼셰비키들은 농촌 지역의 농업 불안과 국내 민족 간의 긴장을 이용하며 조지아에서 정치적 불안을 적극적으로 선동했다. 캅카스에서 소비에트 군사-정치 세력의 작전 본부는 소련 공산당 중앙위원회에 소속된 캅비우로 (또는 캅카스 사무소)였다. 1920년 2월에 설립된 이 기구는 조지아 볼셰비키 세르고 오르조니키제가 의장을 맡았고, 세르게이 키로프가 부의장을 맡았다. 볼셰비키 지도자들에게 캅카스의 소비에트화는 연합국이 튀르키예 독립 전쟁으로 바쁜 동안 더 쉽게 달성할 수 있는 과제로 보였다. 또한, 앙카라에 본부를 둔 무스타파 케말 아타튀르크의 튀르키예 국민 정부는 모스크바와의 긴밀한 협력에 대한 완전한 약속을 표명하며, "조지아 … 및 아제르바이잔 …을 소련과 연합하도록 강제하고 … 팽창주의적 아르메니아에 대한 군사 작전을 수행할 것"이라고 약속했다. 소련 지도부는 이러한 상황을 성공적으로 활용하여 아제르바이잔 민주공화국의 수도인 바쿠를 점령하기 위해 군대를 파견했다.
1920년 4월 바쿠에 소비에트 통치가 수립된 후, 오르조니키제는 아마도 자신의 주도로 행동하여 트빌리시에서 계획된 볼셰비키 쿠데타를 지원하기 위해 조지아로 진군했다. 쿠데타가 실패하자, 조지아 정부는 모든 병력을 집중하여 조지아-아제르바이잔 국경을 넘어오는 소비에트 진격을 성공적으로 막을 수 있었다. 폴란드와의 어려운 전쟁에 직면한 소비에트 지도자 블라디미르 레닌은 조지아와의 협상을 시작하라고 명령했다. 1920년 5월 7일 체결된 모스크바 조약 (1920년)에서 소비에트 러시아는 조지아의 독립을 인정하고 불가침 조약을 체결했다. 이 조약은 양국 간의 기존 국경을 법적으로 확립하고 조지아에게 모스크바가 적대적이라고 간주하는 모든 제3자 요소를 포기하도록 의무화했다. 비밀 부록에서 조지아는 지역 볼셰비키 당을 합법화하기로 약속했다.

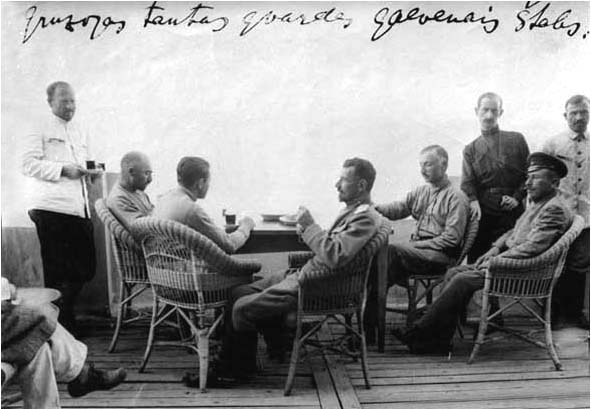
트빌리시 인민 위병 본부의 조지아 장교들

평화 조약에도 불구하고, 조지아의 멘셰비키 지배 정부를 결국 전복하려는 의도와 계획이 있었다. 여러 유럽 국가들과 잘 확립된 외교 관계와 흑해에서 카스피해로 이어지는 전략적 통행로를 통제하는 조지아는 소비에트 지도부에 의해 "협상국의 전진 기지"로 간주되었다. 스탈린은 자신의 고향을 "서방 강대국의 첩"이라고 불렀다. 조지아의 독립은 유럽에서 망명한 러시아 멘셰비키들에게 선전적 승리로 여겨졌으며, 볼셰비키들은 자신들의 문턱에서 존립 가능한 멘셰비키 국가를 오래도록 용인할 수 없었다.
폴란드에 대한 붉은 군대 작전 중단, 백러시아 지도자 브랑겔의 패배, 아르메니아 제1공화국의 몰락은 소비에트 통제에 저항하는 캅카스의 마지막 독립 국가를 진압하는 데 유리한 상황을 제공했다. 그 무렵 영국 원정군은 캅카스를 완전히 철수했으며, 서방은 조지아를 지원하기 위해 개입하기를 꺼렸다.

1919년 파리 평화 회의에서 조지아 대표단이 제안한 조지아 민주 공화국에 포함될 영토의 국경 지도와 1921년 이후 이웃 국가의 일부가 된 영토.

소비에트 군사 개입은 모스크바에서 만장일치로 합의된 것이 아니었고, 볼셰비키 지도자들 사이에는 남부 이웃 국가를 어떻게 다룰지에 대해 상당한 의견 불일치가 있었다. 민족 문제 담당 인민위원인 이오시프 스탈린은 내전 말기에 상당한 관료적 권력을 얻었는데, 자신의 고향인 조지아에 대해 특히 강경한 입장을 취했다. 그는 조지아 정부의 군사적 전복을 강력히 지지했고, 조지아 진군에 대한 레닌의 동의를 계속해서 촉구했다. 소비에트 지도부는 계승권을 확립했지만, 민족 자결권보다 사회주의의 대의가 우선한다는 것은 유연한 정책이며 논쟁의 대상이 될 수 있음을 의미했다. 전쟁 인민위원 레프 트로츠키는 자신이 "시기상조의 개입"이라고 묘사한 것에 강력히 반대하며, 인구가 혁명을 수행할 수 있어야 한다고 설명했다. 민족의 자결권에 대한 자신의 국가 정책에 따라, 레닌은 처음에는 러시아의 지원이 조지아 혁명을 돕되 지배하지 않도록 극도의 주의를 기울여야 한다며 무력 사용을 거부했다. 그러나 내전의 승리가 가까워질수록 모스크바의 행동은 덜 억제되었다. 많은 볼셰비키들에게 자결권은 점차 "특정 경우에 수행되어야 하는 외교 게임"으로 여겨졌다.
모스크바에 따르면, 조지아와의 관계는 평화 조약 위반, 조지아에 의한 조지아 볼셰비키 재체포, 아르메니아로 가는 호송대 통행 방해, 조지아가 북캅카스의 무장 반군을 돕고 있다는 의심 때문에 악화되었다.

## 붉은 군대 침공
소비에트가 조지아를 장악하기 위해 사용한 전술은 1920년 아제르바이잔과 아르메니아에서 적용된 전술과 유사했다. 즉, 붉은 군대를 파견하면서 지역 볼셰비키들이 불안을 조장하도록 부추기는 것이었다. 그러나 이 정책은 볼셰비키들이 대중적 지지를 얻지 못하고 고립된 정치 세력으로 남아있는 조지아에서는 구현하기 어려웠다.
1921년 2월 11일에서 12일 밤, 오르조니키제의 선동으로 볼셰비키들은 주로 아르메니아인들이 거주하는 로리 지구와 아르메니아 및 아제르바이잔 국경 근처의 슐라베리 마을에 있는 지역 조지아 군사 초소를 공격했다. 조지아는 1920년 10월 튀르키예에 의해 자행된 아르메니아 학살 중에 해당 지역과 트빌리시로 가는 길을 방어한다는 명목으로 분쟁 중이던 아르메니아-조지아 국경 지역의 로리 "중립 지대"를 장악했다. 아르메니아 정부는 항의했지만 저항할 수 없었다.
볼셰비키 봉기 직후, 아르메니아에 기반을 둔 붉은 군대 부대가 모스크바의 공식적인 승인 없이도 봉기를 신속하게 지원했다. 조지아 정부가 트빌리시의 소비에트 특사 아론 셰인만에게 이 사건에 대해 항의하자, 그는 어떤 개입도 부인하며 이 소요 사태는 아르메니아 공산주의자들의 자발적인 봉기라고 선언했다. 한편, 볼셰비키들은 이미 슐라베리에 조지아 혁명 위원회(조지아 레프콤)를 설치했는데, 이 기구는 곧 경쟁 정부의 기능을 수행하게 되었다. 조지아 볼셰비키 필립 마하라제가 의장을 맡은 레프콤은 공식적으로 모스크바에 도움을 요청했다.
두셰티 마을과 조지아 정부가 자치권을 부여하지 않는 것에 분개한 북동부 조지아의 오세트인들 사이에서도 소요 사태가 발생했다. 조지아군은 일부 지역에서 소요 사태를 진압했지만, 소비에트 개입 준비는 이미 진행 중이었다. 조지아군이 봉기를 진압하기 위해 로리로 이동하자, 레닌은 마침내 봉기를 돕는다는 명목으로 붉은 군대가 조지아를 침공하도록 허용해 달라는 스탈린과 오르조니키제의 거듭된 요청에 굴복했다. 최종 결정은 2월 14일 소련 공산당 중앙위원회 회의에서 내려졌다.
중앙위원회는 국제 규범을 준수하고, 제11군 군사 혁명 위원회 모든 구성원이 모든 정보를 철저히 검토한 후 성공을 보장한다는 조건 하에, 제11군이 조지아의 봉기에 적극적으로 지원하고 티플리스를 점령하도록 허용하는 쪽으로 기울어져 있다. 우리는 운송 수단 부족으로 빵이 부족하며, 따라서 단 하나의 기관차나 철도 트랙도 당신에게 보내지 않을 것임을 경고한다. 우리는 캅카스에서 곡물과 석유 외에는 아무것도 운송하지 않을 수 없다. 우리는 제11군 군사 혁명 위원회 모든 구성원의 서명이 담긴 직접 회선으로 즉각적인 답변을 요구한다.

침공 지지 결정은 만장일치가 아니었다. 카를 라데크는 이에 반대했고, 당시 우랄 지역에 있던 트로츠키에게는 이 사실이 비밀에 부쳐졌다. 트로츠키는 중앙위원회 결정과 오르조니키제가 이를 조작하는 데 관여했다는 소식에 너무 화가 나서 모스크바로 돌아와 이 사건을 조사하기 위한 특별 당 위원회를 설치할 것을 요구했지만 소용없었다. 나중에 트로츠키는 이미 벌어진 사실을 받아들이고 특별 팸플릿에서 침공을 옹호하기까지 했다. 트로츠키의 이 팸플릿은 아마도 침공을 정당화하는 가장 잘 알려진 책일 것이다. 이는 조지아가 민주 사회주의 노동자 및 농민 공화국이라고 선언한 카를 카우츠키의 저작에 대한 반박이었다.

### 트빌리시 전투

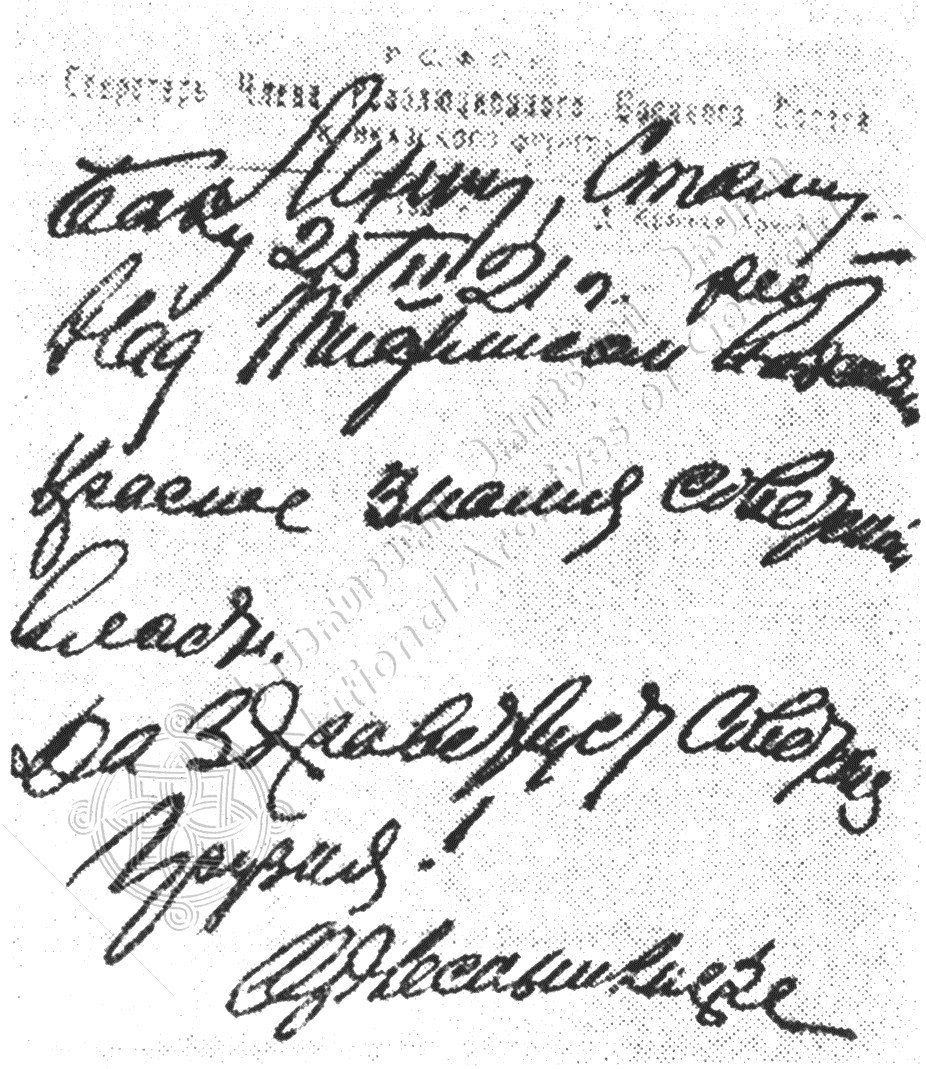
오르조니키제가 레닌과 스탈린에게 보낸 전보: "소비에트 권력의 붉은 깃발이 티플리스 위에 휘날린다..." (조지아 국립 문서 보관소)

2월 16일 새벽, 아나톨리 게케르가 이끄는 제11 붉은 군대 본대가 조지아로 진입하여 수도 함락을 목표로 하는 티플리스 작전을 시작했다. 스테판 아흐메텔리 장군이 지휘하는 조지아 국경 부대는 흐라미강에서 압도당했다. 서쪽으로 후퇴하면서 조지아군 사령관 츠룩키제 장군은 적의 진격을 지연시키기 위해 철도 교량을 폭파하고 도로를 파괴했다. 동시에 붉은 군대 부대는 다리알 협곡과 마미소니 고개를 통해 북쪽에서 조지아로 진군하고, 흑해 연안을 따라 수후미를 향해 진격했다. 이러한 상황이 진행되는 동안, 소비에트 외무 인민위원은 붉은 군대의 개입을 부인하고 조지아 내에서 발생한 모든 분쟁을 중재할 용의가 있다고 일련의 성명을 발표했다.
2월 17일까지 항공 지원을 받는 소비에트 보병 및 기병 사단은 트빌리시 북동쪽 15킬로미터 이내에 있었다. 조지아군은 수도 진입로 방어에 완강하게 저항하며 압도적인 붉은 군대의 우세에도 불구하고 일주일 동안 버텼다. 2월 18일부터 20일까지 코조리와 타바흐멜라의 전략적 고지대는 격렬한 전투 속에서 주인이 바뀌었다. 기오르기 마즈니아슈빌리 장군이 지휘하는 조지아군은 소비에트군에 막대한 손실을 입히며 격퇴하는 데 성공했지만, 그들은 신속히 재편성하여 트빌리시 주변의 포위망을 강화했다. 2월 23일까지 철도 교량이 복구되었고, 소비에트 전차와 장갑열차가 수도에 대한 새로운 공격에 합류했다. 장갑열차가 제압 사격을 하는 동안, 전차와 보병은 코조리 고지대의 조지아 진지를 돌파했다. 2월 24일, 조지아 총사령관 기오르기 크비니타제는 불가피함을 인정하고 군대를 완전 포위와 도시 파괴로부터 구하기 위해 철수를 명령했다. 조지아 정부와 제헌 의회는 서부 조지아의 쿠타이시로 대피했으며, 이는 조지아군에 상당한 사기 저하를 안겨주었다.
2월 25일, 승리한 붉은 군대가 트빌리시에 입성했다. 볼셰비키 군인들은 광범위한 약탈에 가담했다. 마미아 오라켈라슈빌리와 샬바 엘리아바가 이끄는 레프콤은 수도로 진출하여 멘셰비키 정부 전복, 조지아 육군 및 인민 위병 해산, 그루지야 소비에트 사회주의 공화국 수립을 선포했다. 같은 날, 모스크바에서 레닌은 그의 인민위원들로부터 축하를 받았다 – "소비에트 붉은 깃발이 트빌리시 위에 휘날린다. 소비에트 조지아여 만세!"

### 쿠타이시 작전

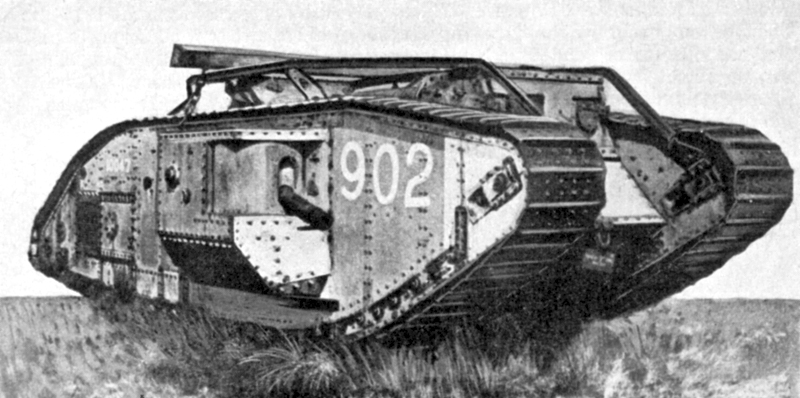
러시아 내전과 외세 개입 과정에서 붉은 군대가 노획한 영국 마크 V 전차는 트빌리시 전투에서 소비에트의 승리에 기여했다.

조지아 지휘관들은 트빌리시 북서쪽의 므츠헤타 마을에 병력을 집중하고 새로운 방어선에서 계속 싸울 계획이었다. 그러나 수도의 함락은 조지아군 사기를 크게 저하시켰고, 므츠헤타는 버려졌다. 군대는 서쪽으로 계속 후퇴하면서 점차 해체되었고, 진격하는 붉은 군대 병력에 대해 때로는 격렬하지만 대체로 비체계적인 저항을 했다. 소비에트가 동부 조지아의 주요 도시와 마을을 확보하면서 산발적인 전투는 몇 달 동안 계속되었다.
멘셰비키들은 조지아 해안의 흑해에서 순항하는 프랑스 해군 함대의 도움을 기대했다. 2월 28일, 프랑스군은 V. 체르니셰프가 지휘하는 제9 붉은 군대 제31 소총 사단에 포격을 가했지만 병력을 상륙시키지는 않았다. 조지아군은 해안 도시 가그라를 되찾는 데 성공했지만, 그 성공은 일시적이었다. 압하스 농민 민병대인 캬라즈의 지원을 받은 소비에트군은 3월 1일 가그라, 3월 3일 노비 아폰, 3월 4일 수후미를 점령하는 데 성공했다. 그들은 이후 동쪽으로 진격하여 3월 9일 주그디디, 3월 14일 포티를 점령했다.
쿠타이시 근처에서 버티려는 조지아인들의 시도는 북캅카스에서 온 붉은 군대 분견대의 기습적인 진격으로 무산되었다. 이 분견대는 깊은 눈더미를 뚫고 거의 통행 불가능한 마미소니 고개를 넘고, 리오니 계곡을 따라 진격했다. 1921년 3월 5일 수라미에서 피비린내 나는 충돌 후, 제11 붉은 군대 또한 리히 산맥을 넘어 서부 지역으로 진입했다. 3월 10일 소비에트군은 버려진 쿠타이시에 입성했으며, 조지아 지도부, 군대 및 인민 위병은 남서부 조지아의 주요 흑해 항구 도시인 바투미로 철수했다. 일부 조지아군은 산악 지대로 후퇴하여 계속 싸웠다.

### 튀르키예와의 위기

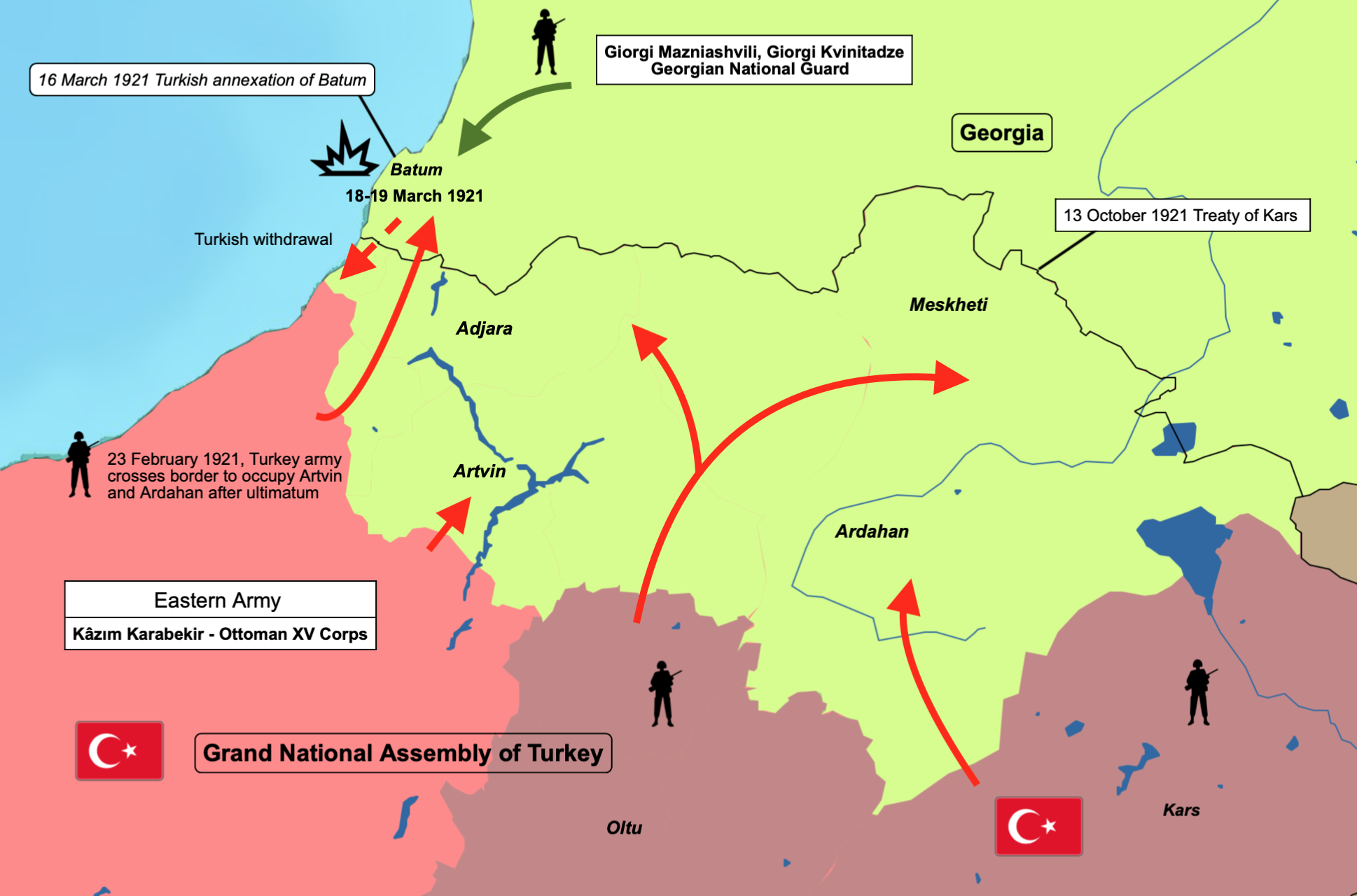
1921년 2월~3월 튀르키예의 조지아 점령지 침공 지도

2월 23일, 붉은 군대가 트빌리시로 진군을 시작한 지 10일 만에 튀르키예 대국민의회군 동부 전선 사령관인 카짐 카라베키르는 조지아에게 아르다한과 아르트빈에서 철수할 것을 요구하는 최후통첩을 보냈다. 양쪽에서 공격을 받던 멘셰비키들은 이에 응해야 했고, 튀르키예군은 조지아로 진격하여 국경 지역을 점령했다. 튀르키예군과 조지아군 사이에는 무장 충돌이 없었다. 이로 인해 튀르키예군은 여전히 조지아가 점령하고 있던 바투미와 가까운 거리에 있게 되었고, 붉은 군대 드미트리 즐로바가 이끄는 제18 기병 사단이 도시에 접근하면서 무력 충돌 가능성이 생겼다. 이러한 상황을 유리하게 이용하고자 멘셰비키들은 3월 7일 카라베키르와 구두 합의에 도달하여 튀르키예군이 도시로 진입하는 것을 허용하되, 조지아 정부가 민간 행정을 통제하도록 했다. 3월 8일 키짐 베이 대령이 지휘하는 튀르키예군은 도시 주변에 방어 진지를 구축하여 소비에트 러시아와의 위기를 초래했다. 소비에트 외무 인민위원 게오르기 치체린은 모스크바 주재 튀르키예 대표 알리 푸앗 제베소이에게 항의문을 제출했다. 이에 대해 알리 푸앗은 소비에트 정부에 두 개의 메모를 전달했다. 튀르키예 메모는 튀르키예군이 해당 지역에서 소비에트 군사 작전으로 위협받는 현지 무슬림 요소들에게만 안보를 제공하고 있다고 주장했다.

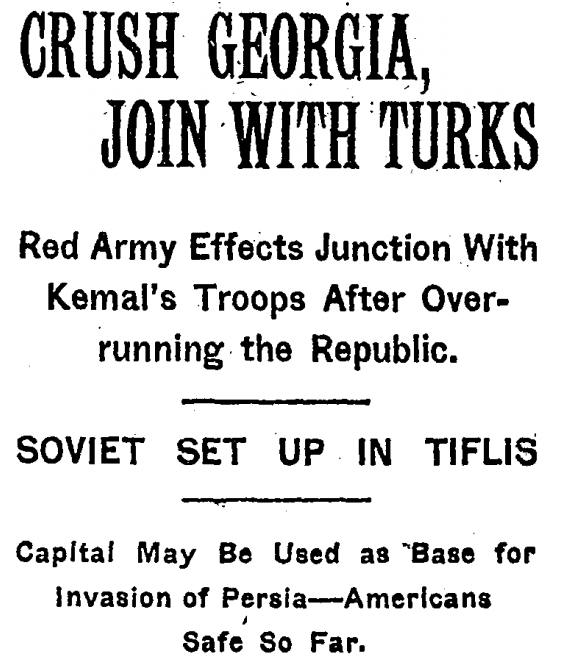
"공화국을 장악한 후 케말의 병력과 합류하는 붉은 군대" (뉴욕 타임스, 1921년 2월 20일)

모스크바의 군사적 성공에도 불구하고 캅카스 전선의 상황은 불안정해졌다. 붉은 군대의 조지아 개입으로 도움을 받은 아르메니아인들은 봉기하여 1921년 2월 18일 예레반을 탈환했다. 북캅카스에서는 다게스탄 반군이 소비에트군과 계속 싸웠다. 튀르키예가 조지아 영토를 점령한 것은 소비에트-튀르키예 대결의 거의 확실성을 의미했고, 조지아인들은 계속해서 항복을 거부했다. 3월 2일, 조지아 전역의 불리한 결과를 우려한 레닌은 "소비에트 조지아에게 따뜻한 인사를 보낸다"는 메시지를 보내 가능한 한 빨리 적대 행위를 끝내고 싶다는 분명한 의사를 밝혔다. 그는 멘셰비키와의 "블록을 위한 수용 가능한 타협을 고안하는 것의 엄청난 중요성"을 강조했다. 3월 8일, 조지아 레프콤은 마지못해 연립 정부를 제안했지만, 멘셰비키들은 이를 거부했다.

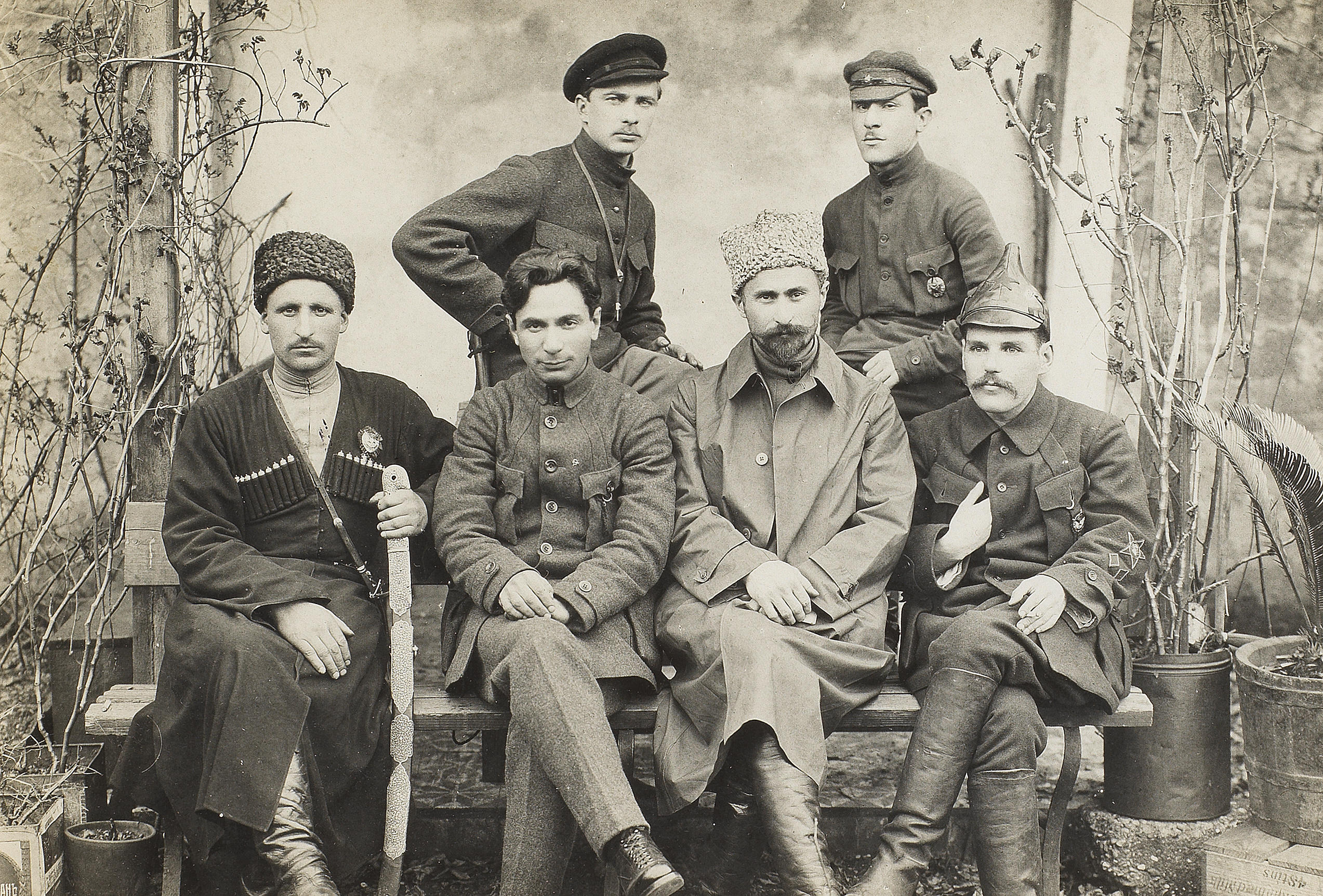
1921년 3월 바툼에 있는 붉은 군대 지휘관들

튀르키예 당국이 3월 16일 바투미 합병을 선포하자 조지아 정부는 선택을 해야 했다. 프랑스나 영국의 개입에 대한 그들의 희망은 이미 사라졌다. 프랑스는 원정군 파견을 전혀 고려하지 않았고, 영국은 왕립 해군에 개입하지 말라고 명령했다. 더욱이, 3월 16일 영국과 소비에트 정부는 무역 협정을 체결했는데, 이 협정에서 총리 데이비드 로이드 조지는 옛 러시아 제국의 모든 영토에서 반소비에트 활동을 자제하겠다고 사실상 약속했다. 동시에 모스크바에서는 소비에트 러시아와 튀르키예 대국민의회 사이에 우호 조약이 체결되었는데, 이에 따라 아르다한과 아르트빈은 튀르키예에 할양되었고, 튀르키예는 바투미에 대한 자국의 주장을 포기했다.
조약 조건에도 불구하고 튀르키예인들은 바투미에서 철수하기를 꺼려했고 점령을 계속했다. 도시를 튀르키예에 영구적으로 빼앗길 것을 두려워한 조지아 지도자들은 레프콤과의 회담에 동의했다. 쿠타이시에서 조지아 국방부 장관 그리골 로르드키파니제와 소비에트 전권대사 아벨 에누키제는 3월 17일 휴전 협정을 맺고, 3월 18일에는 붉은 군대가 바투미로 진군하도록 허용하는 합의를 체결했다.
모스크바에서 진행 중인 튀르키예-소비에트 협상 와중에, 멘셰비키와의 휴전은 볼셰비키가 바투미 외곽에 동원되어 도시를 위해 싸울 의지가 있는 수천 명의 조지아 육군 병사들을 통해 막후에서 간접적으로 행동할 수 있게 했다. 3월 18일, 마즈니아슈빌리 장군이 이끄는 남아있는 조지아군은 바투미를 공격하여 튀르키예군과 격렬한 시가전에 돌입했다. 전투가 격렬하게 진행되는 동안, 멘셰비키 정부는 이탈리아 선박에 탑승하여 프랑스 전함의 호위를 받으며 망명했다. 전투는 3월 19일 조지아군이 항구와 도시 대부분을 장악하며 끝났다. 같은 날, 마즈니아슈빌리는 도시를 레프콤에 넘겼고, 즐로바의 기병대는 바투미로 진입하여 그곳의 볼셰비키 권력을 강화했다.
바투미에서 벌어진 유혈 사태는 러시아-튀르키예 협상을 중단시켰고, 튀르키예와 소비에트 간의 회담은 아르메니아, 아제르바이잔, 조지아 SSR의 대표자들을 명목상 포함하여 9월 26일이 되어서야 카르스에서 다시 열렸다. 10월 13일 체결된 카르스 조약에는 3월에 합의된 조항과 새로 합의된 기타 영토 합의가 포함되었다. 아르트빈, 아르다한, 카르스에 대한 대가로 튀르키예는 바투미에 대한 주장을 포기했고, 바투미의 대다수 무슬림 조지아 인구는 조지아 SSR 내에서 자치권을 부여받았다.

## 여파

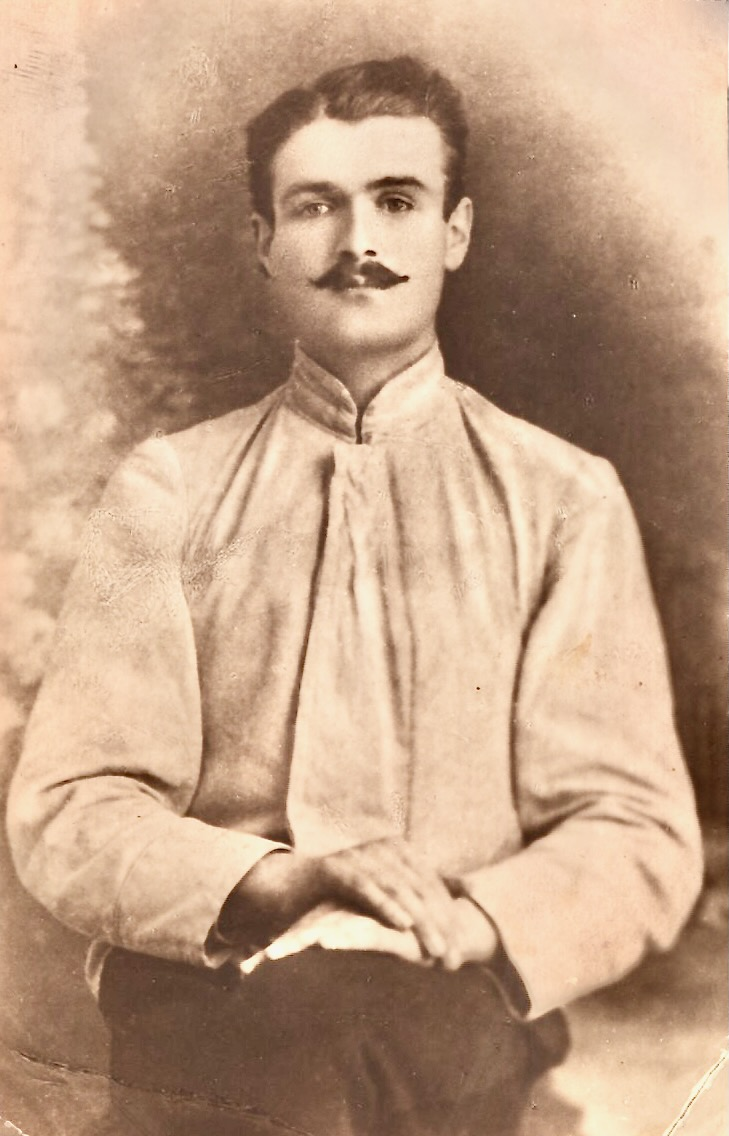
제이슨 케레셀리제는 소비에트 점령에 저항하다 처형당했지만, 그의 형인 레오 케레셀리제는 망명지에서 조지아 민족주의 활동을 계속했다.

조지아 정부의 망명과 국군의 해산에도 불구하고, 산악 지대와 일부 농촌 지역에는 게릴라 저항 세력이 여전히 남아 있었다. 조지아 침공은 볼셰비키들 사이에서도 심각한 논란을 불러일으켰다. 새로 수립된 공산주의 정부는 처음에는 국내에 남아 있는 옛 적들에게 예상외로 온건한 조건을 제시했다. 레닌 또한 조지아에서 화해 정책을 선호했는데, 조지아에서는 친볼셰비키 봉기가 주장된 만큼 대중의 지지를 얻지 못했고, 인구는 강력히 반볼셰비키적이었다. 1922년, 강제적인 소비에트화에 대한 강력한 대중적 반감은 제르진스키, 스탈린, 오르조니키제가 추진하는 모스크바의 중앙집권적 정책에 대한 소비에트 조지아 당국의 반대에 간접적으로 반영되었다. 현대 역사서에서 "조지아 사태"로 알려진 이 문제는 레닌의 지도력 말기에 스탈린과 트로츠키 사이의 주요 쟁점 중 하나가 되었고, 레닌의 "정치적 유언"에 반영되었다.
세계는 조지아에 대한 소비에트의 폭력적인 점령을 대체로 무시했다. 1921년 3월 27일, 망명한 조지아 지도부는 임시로 이스탄불에 있는 사무실에서 세계의 "모든 사회주의 정당과 노동자 조직"에 호소하며 조지아 침공에 항의했다. 그러나 이 호소는 무시되었다. 일부 서구 신문의 열정적인 사설과 올리버 워드로프 경과 같은 조지아 동조자들의 행동 촉구 외에는 조지아 사태에 대한 국제적 반응은 침묵이었다.
조지아에서는 볼셰비키 정권에 대한 지적 저항과 산발적인 게릴라전이 1924년 8월에 대규모 반란으로 발전했다. 이 반란의 실패와 그에 따른 떠오르는 소비에트 보안 책임자 라브렌티 베리야가 조직한 대규모 탄압의 물결은 조지아 사회를 크게 낙담시켰고, 가장 활발한 독립 지지 세력을 궤멸시켰다. 1924년 8월 29일부터 9월 5일까지 일주일 동안, 주로 귀족과 지식인을 포함하여 12,578명이 처형되었고, 20,000명 이상이 시베리아로 추방되었다. 그 이후로 1956년 새로운 반소비에트 운동이 나타날 때까지 국내에서 소비에트 권위에 도전하는 주요 공개적인 시도는 없었다.

## 평가
소비에트 역사가들은 붉은 군대의 조지아 침공을 그들이 "내전과 외세 개입"이라고 불렀던 더 큰 분쟁의 일부로 간주했다. 초기 소비에트 역사서에서는 조지아 에피소드를 "혁명 전쟁"으로 간주하고 소비에트 대백과사전의 초판에서도 이 용어로 설명하고 있다. 나중에 "혁명 전쟁"이라는 용어는 소비에트 작가들 사이에서 유행이 지났는데, 부분적으로는 이 용어가 소비에트 자신의 정의에서 "침략"과 구별하기 쉽지 않았기 때문이다. 따라서 후기 소비에트 역사서들은 상황을 다르게 설명했다. 공식적인 소비에트 버전에 따르면 붉은 군대의 개입은 조지아 농민과 노동자들의 무장 봉기에 따른 도움 요청에 대한 응답이었다. 이 버전은 조지아인들 스스로 모스크바에 붉은 군대를 자국으로 보내 기존 정부를 제거하고 공산주의 정부로 대체할 것을 요청했다는 점을 지적하여 소비에트 러시아가 조지아에 대한 어떠한 침략 혐의도 면제했다.
교육과 언론에 대한 통제를 이용하여 소련은 조지아에서 대중적인 사회주의 혁명의 이미지를 성공적으로 만들어냈다. 대부분의 조지아 역사가들은 "용납할 수 없는" 소비에트 역사, 특히 제국주의적이거나 멘셰비키 정부에 대한 대중 봉기 개념과 모순되는 사건들을 다루는 특수 제한 접근 도서관 컬렉션과 기록 보관소인 스페츠흐란을 참고하는 것이 허용되지 않았다.
1980년대 미하일 고르바초프의 글라스노스트("개방") 정책 물결은 1921-1924년 사건에 대한 기존의 소비에트 버전을 반박했다. 1988년에 처음으로 소비에트-조지아 전쟁에 대한 지금까지 일반적으로 받아들여지던 해석을 수정하려 시도한 소비에트 역사가이자 역설적이게도 1982년 자신의 저서에서 조지아 노동자 봉기를 진정한 역사적 사건으로 묘사했던 저명한 조지아 학자 아카키 수르굴라제였다.
강력한 대중의 압력으로, 조지아 SSR의 최고 소비에트 간부회는 1989년 6월 2일 1921년 사건의 법적 측면을 조사하기 위한 특별 위원회를 구성했다. 이 위원회는 "조지아에 대한 [소비에트 러시아] 군대 배치와 영토 점령은 법적 관점에서 기존 정치 질서를 전복시키려는 군사적 간섭, 개입, 점령이었다"는 결론을 내렸다. 1990년 3월 9일 소집된 조지아 SSR 최고 소비에트의 특별 회의에서 조지아에 대한 소비에트 침공은 공식적으로 "소비에트 러시아에 의한 조지아의 점령 및 사실상의 합병"으로 비난받았다.
현대 조지아 정치인들과 일부 관찰자들은 1921년 사건과 2000년대 러시아의 조지아 정책, 특히 2008년 8월 전쟁 당시 서유럽이 조지아 문제에 대해 러시아와 대치하기를 꺼려했던 것 사이에 반복적으로 유사점을 그렸다.

## 유산

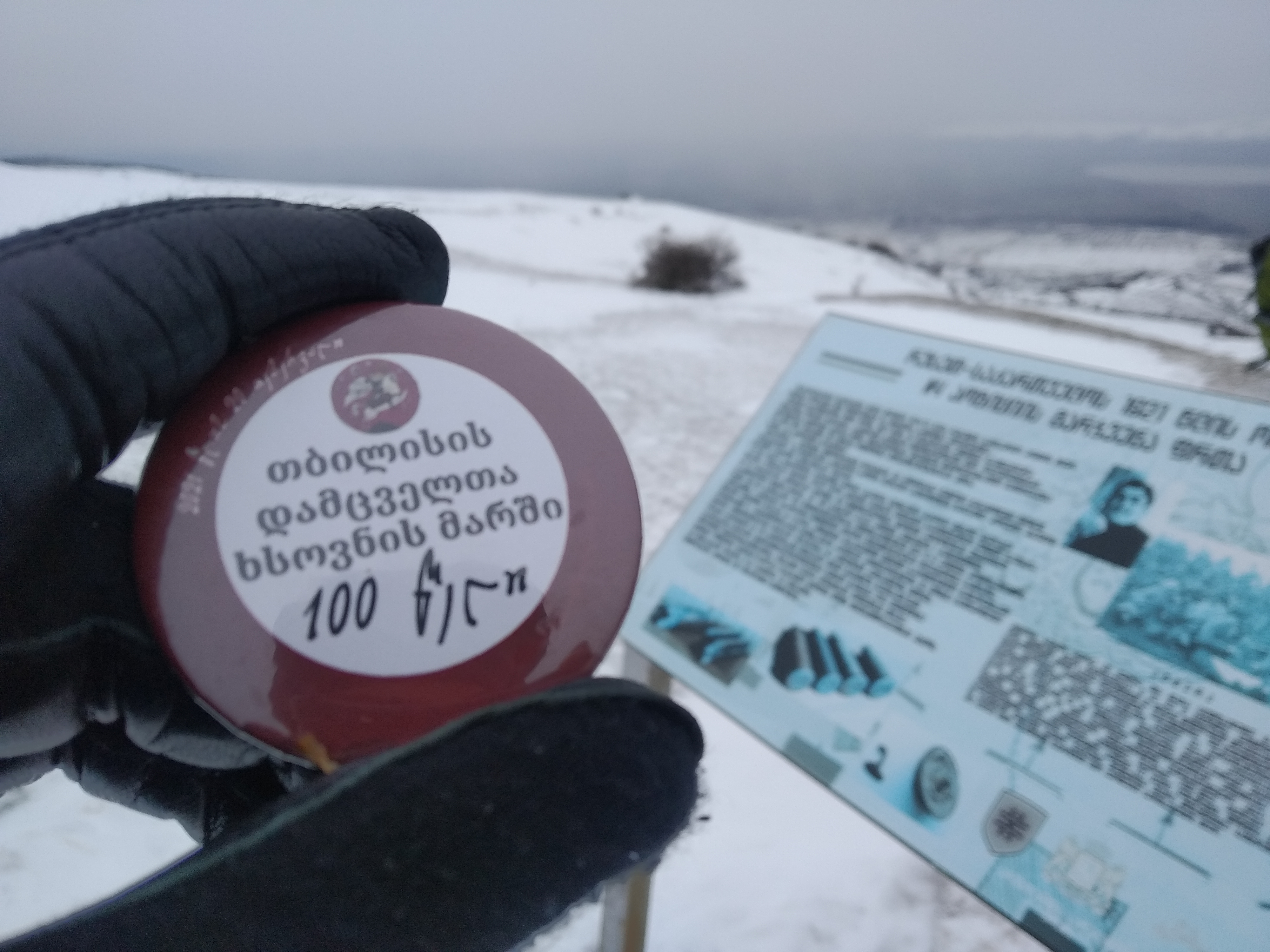
2021년 트빌리시 수비대 기념 행진 – 매년 전선에서 행진한다.

2010년 7월 21일, 조지아는 1921년 붉은 군대 침공을 상기하기 위해 2월 25일을 소비에트 점령의 날로 선포했다. 조지아 의회는 정부의 발의에 찬성표를 던졌다. 조지아 의회에서 만장일치로 통과된 이 결정은 정부가 매년 2월 25일 다양한 추모 행사를 조직하고 국기를 반쯤 게양하여, 결정에 명시된 대로 공산주의 점령 정권의 정치적 탄압 희생자 수십만 명을 추모하도록 지시한다.

## 같이 보기
- 1921년 스바네티 봉기
- 소련의 군사점령

## 내용주
1. ↑  Suny 1994, 207쪽
2. ↑  Sicker, M. (2001), The Middle East in the Twentieth Century, p. 124. Praeger/Greenwood, ISBN 0-275-96893-6
3. ↑  “Советско-грузинская война 1921 г. (Soviet-Georgian war of 1921)”. 《Хронос ("Hronos")》 (러시아어). 2006년 11월 2일에 확인함.
4. 1 2  Kort, M (2001), The Soviet Colossus, p. 154. M.E. Sharpe, ISBN 0-7656-0396-9
5. ↑  "Russia". (2006). In 브리태니커 백과사전. Retrieved 27 October 2006, from Encyclopædia Britannica Online: “War Communism (From Russia) -- Encyclopędia Britannica”. 2006년 1월 7일에 원본 문서에서 보존된 문서. 2006년 11월 3일에 확인함.
6. ↑  Suny 1994, 185–190쪽
7. ↑  Suny 1994, 191–192쪽
8. ↑  Carr 1950, 342–343쪽
9. ↑  Gachechiladze 2012, 22–23쪽
10. ↑  Suny 1994, 207–209쪽
11. ↑  Ėkshtut, Simon (September 2014). 《ЮРИЙ ТРИФОНОВ:ВЕЛИКАЯ СИЛА НЕДОСКАЗАННОГО》 (PDF). 《Rodina》. 2016년 1월 18일에 원본 문서 (PDF)에서 보존된 문서.
12. 1 2 3  Kedourie, S., editor (1998), Turkey: Identity, Democracy, Politics, p. 65. 라우틀리지 (UK), ISBN 0-7146-4718-7
13. 1 2 3  Beichman, A. (1991). The Long Pretense: Soviet Treaty Diplomacy from Lenin to Gorbachev, p. 165. Transaction Publishers. ISBN 0-88738-360-2.
14. ↑  Erickson, J., ed. The Soviet High Command: A Military-Political History, 1918–1941 ( Routledge (UK), 2001, ISBN 0-7146-5178-8), p. 123
15. ↑  "Russian Civil War" in 브리태니커 백과사전 (2006) Retrieved 27 October 2006, from Encyclopædia Britannica Online: “Russian Civil War -- Encyclopędia Britannica”. 2006년 5월 26일에 원본 문서에서 보존된 문서. 2006년 11월 3일에 확인함.
16. ↑  Mawdsley, Evan (2007), The Russian Civil War, p. 228. Pegasus Books, ISBN 1-933648-15-5
17. ↑  Pethybridge, RW (1990), One Step Backwards, Two Steps Forward: Soviet Society and Politics in the New Economic Policy, p. 254. 옥스퍼드 대학교 출판부, ISBN 0-19-821927-X
18. ↑  Dench, G (2002), Minorities in the Open Society, p. 87. Transaction Publishers, ISBN 0-7658-0979-6
19. ↑  Wood, Alan (1990). 《Stalin and Stalinism》. London: Routledge. 22쪽. ISBN 0-415-03721-2.
20. ↑  Connor, Walker (1984). 《The National Question in Marxist-Leninist Theory and Strategy》. Princeton, New Jersey: Princeton University Press. 46쪽. ISBN 0-691-07655-3.
21. ↑  〈Glossary of Events: Georgian Affair-1921〉. 《마르크스주의 백과사전》. 2006년 11월 2일에 확인함.
22. 1 2  Kowalski, RI (1997), The Russian Revolution, p. 175. Routledge (UK), ISBN 0-415-12437-9
23. 1 2  Smith 1998, 519–544쪽
24. ↑  Phillips, S (2000), Lenin and the Russian Revolution, p. 49. ca-print-harcourt_heinemann, ISBN 0-435-32719-4
25. ↑  Hovannisian 1996, 287–289쪽
26. ↑  Арутюнов, Аким Александрович (Arutyunov, Akim Aleksandrovich) (1999), Досье Ленина без ретуши. Документы. Факты. Свидетельства. (Lenin’s Dossier without Retouching. Documents, Facts, and Evidences). Moscow: Вече (Veche). ISBN 5-7838-0530-0 (in Russian). See also an abridged online version of the book.
27. 1 2 3 4 5  Lang 1962, 234–236쪽
28. ↑  Brackman, R (2000), The Secret File of Joseph Stalin: A Hidden Life, p. 163. Routledge (UK), ISBN 0-7146-5050-1
29. ↑  Deutscher, I. (2003), The Prophet Unarmed: Trotsky: 1921-1929, p. 41. Verso, ISBN 1-85984-446-4
30. ↑  Trotsky, Leon (1922), Between Red and White: a study of some fundamental questions of revolution, with particular reference to Georgia (Social democracy and the wars of intervention) 보관됨 2005-02-04 - 웨이백 머신. 마르크스주의 백과사전. Retrieved on 17 April 2007.
31. ↑  Kautsky, Karl (translated by H. J. Stenning; 1921), Georgia: A Social-Democratic Peasant Republic – Impressions And Observations. 마르크스주의 백과사전. Retrieved on 17 April 2007.
32. ↑  〈Тифлисская операция 1921 (Tiflis Operation of 1921)〉. 《Большая советская энциклопедия (БСЭ) (소비에트 대백과사전)》 (러시아어) 3판. 1969–1978. 2007년 9월 29일에 원본 문서에서 보존된 문서.
33. ↑  For further details on the involvement of the Red Army armored trains in the Tiflis Operation, see Дроговоз И. Г. (Drogovoz, IG) (2002), Крепости на колесах: История бронепоездов (Fortresses on wheels: History of armored trains). Минск (민스크): Харвест (Harvest), ISBN 985-13-0744-0 (in Russian)
34. ↑  Melgunov, SP (1925), The Red Terror in Russia. JM Dent and Sons, London and Toronto. Russian translation: С. П. Мельгунов (2005). Красный террор в России. 1918-1923. Айрис-пресс, ISBN 5-8112-1715-3. Online version: “Доступ ограничен”. 2013년 5월 22일에 원본 문서에서 보존된 문서. 2006년 11월 3일에 확인함.
35. ↑  Aksenov, A., Bullok, D (2006), Armored Units of the Russian Civil War: Red Army, p. Osprey Publishing, ISBN 1-84176-545-7
36. ↑  “აფხაზეთის ფრონტი რუსეთ-საქართველოს 1921 წლის ომის დროს”. 《The National Library of Georgia》. 2025년 6월 1일에 확인함.
37. 1 2 3  Debo, R. (1992). Survival and Consolidation: The Foreign Policy of Soviet Russia, 1918-1921, pp. 182, 361–364. McGill-Queen's Press. ISBN 0-7735-0828-7
38. 1 2  Deutscher, I. (2003), The Prophet Armed: Trotsky: 1879-1921, p. 393. 베르소, ISBN 1-85984-441-3
39. ↑  Conquest, R (1991), The Great Terror: Reassessment, p. 4. 옥스퍼드 대학교 출판부, ISBN 0-19-507132-8
40. ↑  〈V.I. Lenin. The Question of Nationalities or "Autonomisation"〉. 《마르크스주의 백과사전》. 2006년 11월 2일에 확인함.
41. ↑  King, Charles (2008), The Ghost of Freedom: A History of the Caucasus, p. 173. 옥스퍼드 대학교 출판부, ISBN 0-19-517775-4.
42. ↑  ШЕСТАЯ ГЛАВА ИЗ "ЧЕРНОЙ КНИГИ КОММУНИЗМА" (러시아어). 2006년 5월 21일에 확인함.. A Russian translation of the Chapter 6 from Nicolas Werth, Karel Bartošek, Jean-Louis Panne, Jean-Louis Margolin, Andrzej Paczkowski, 스테판 쿠르투아, The Black Book of Communism: Crimes, Terror, Repression, 하버드 대학교 출판부, 1999, hardcover, 858 pages, ISBN 0-674-07608-7
43. ↑  Vigor, Peter Hast (1975), The Soviet View of War, Peace, and Neutrality, pp. 77–78. Routledge, ISBN 0-7100-8143-X
44. ↑  largely based upon extensive studies conducted in the "Georgian Archive" of Houghton Library, 하버드 대학교, which has been opened for researchers since September 1988.
45. ↑  http://www.parliament.ge/files/426_5647_876510_5.pdf DECREE ISSUED AT THE 13TH EXTRAORDINARY SESSION OF THE SUPREME
COUNCIL OF THE 11TH CONVOCATION OF THE GEORGIAN SSR on Guarantees for
Protection of State Sovereignty of Georgia
46. ↑  Saakashvili Urges for EU's Help. Civil Georgia. 2008-05-12.
47. ↑  Saakashvili Address on Russia’s Abkhazia, S. Ossetia Recognition. Civil Georgia. 2008-08-26.
48. ↑  Georgia’s Statehood Under Danger, Resist Enemy Everywhere – Government Tells the Nation. Civil Georgia. 2008-08-10.
49. ↑  Lee, Eric (Autumn 2008), Global Labor Notes / Russia invades – and the labour movement is silent 보관됨 2009-07-25 - 포르투갈어 웹 아카이브. Democratiya.
50. ↑  “Georgia: 25 February Declared 'Soviet Occupation Day'”. 《Stratfor》. 2012년 3월 7일에 원본 문서에서 보존된 문서. 2014년 11월 1일에 확인함.
51. ↑  Civil Georgia. “25 February Declared Day of Soviet Occupation”. 2012년 8월 3일에 원본 문서에서 보존된 문서. 2014년 11월 1일에 확인함.

## 참고 자료
- Allen, WED (May 1927). 《New Political Boundaries in the Caucasus》. 《Geographical Journal》 69. 430–441쪽. Bibcode:1927GeogJ..69..430A. doi:10.2307/1782090. JSTOR 1782090.
- (프랑스어) Andrew Andersen et George Partskhaladze (1/2009), La guerre soviéto-géorgienne et la soviétisation de la Géorgie (février-mars 1921). Revue historique des Armées, 254: 67–75
- Blank, Stephen (1993), “The Soviet conquest of Georgia”, 《Central Asian Survey》 12 (1): 33–46, doi:10.1080/02634939308400798
- Anita L. Burdett, 편집. (2001년 6월 1일). 《Caucasian Boundaries. Documents and Maps. 1802–1946》. 《Central Asian Survey》 20. 229–249쪽. doi:10.1080/02634930120073523. S2CID 153281877. 2013년 1월 3일에 원본 문서에서 보존된 문서.
- (러시아어) Борисова, И.Д. Российско-грузинские межреспубликанские связи 1917–1922 гг. / И.Д. Борисова // PANDECTAE: сб. ст. преподавателей, аспирантов и соискателей каф. гос.-правовых дисциплин юрид. фак. ВГПУ. – Владимир: Изд-во ВГПУ, 2004.
- Carr, E.H. (1950), 《The Bolshevik Revolution 1917–1923》 I, London: MacMillan & Co.
- Gachechiladze, Revaz (2012), 〈Geopolitics and foreign powers in the modern history of Georgia: Comparing 1918–21 and 1991–2010〉,   Jones, Stephen F., 《The Making of Modern Georgia, 1918–2012: The first Georgian Republic and its successors》, New York City: Routledge, 17–34쪽, ISBN 978-0-41-559238-3
- Hovannisian, Richard G. (1996), 《The Republic of Armenia, Vol. IV: Between Crescent and Sickle》, Berkeley, California: University of California Press, ISBN 0-520-08804-2
- Stephen F. Jones (October 1988), “The Establishment of Soviet Power in Transcaucasia: The Case of Georgia 1921–1928”, 《소비에트 연구》 40 (4): 616–639, doi:10.1080/09668138808411783, JSTOR 151812
- Kazemzadeh, Firuz (1951), 《The Struggle for Transcaucasia (1917–1921)》, New York City: Philosophical Library
- Kautsky, Karl: Georgia: A Social-Democratic Peasant Republic - Impressions And Observations. International Bookshops Ltd., London [etc.] 1921.
- Keun, Odette (1924). In the Land of the Golden Fleece: Through Independent Menchevist Georgia. London: John Lane.
- Lang, David Marshall (1962), 《A Modern History of Soviet Georgia》, New York City: Grove Press
- Smith, Jeremy (May 1998), “The Georgian Affair of 1922. Policy Failure, Personality Clash or Power Struggle?”, 《Europe-Asia Studies》 50 (3): 519–544, doi:10.1080/09668139808412550
- Suny, Ronald Grigor (1994), 《The Making of the Georgian Nation》 Seco판, Bloomington, Indiana: Indiana University Press, ISBN 978-0-253-20915-3
- Trotsky, Leon: Between Red and White: A Study of Some Fundamental Questions of Revolution, with Particular Reference to Georgia. Hyperion Press, Westport, Conn. 1975, ISBN 0-88355-189-6
- Communist Takeover and Occupation of Georgia. "Special Report No. 6 of the Select Committee on Communist Aggression", 미국 하원, 83rd Congress, 2nd session. 31 December 1954. Washington, D.C.: 미국 정부 인쇄국. 1955.
- (러시아어) "Оккупация и фактическая аннексия Грузии". Документы и материалы. Сост. А. Ментешашвили, ред. А. Сургуладзе, Тбилиси, 1990.

틀:조지아 (국가)의 침략
틀:조지아 (국가) 주제